# Ogińskisches Kanalsystem

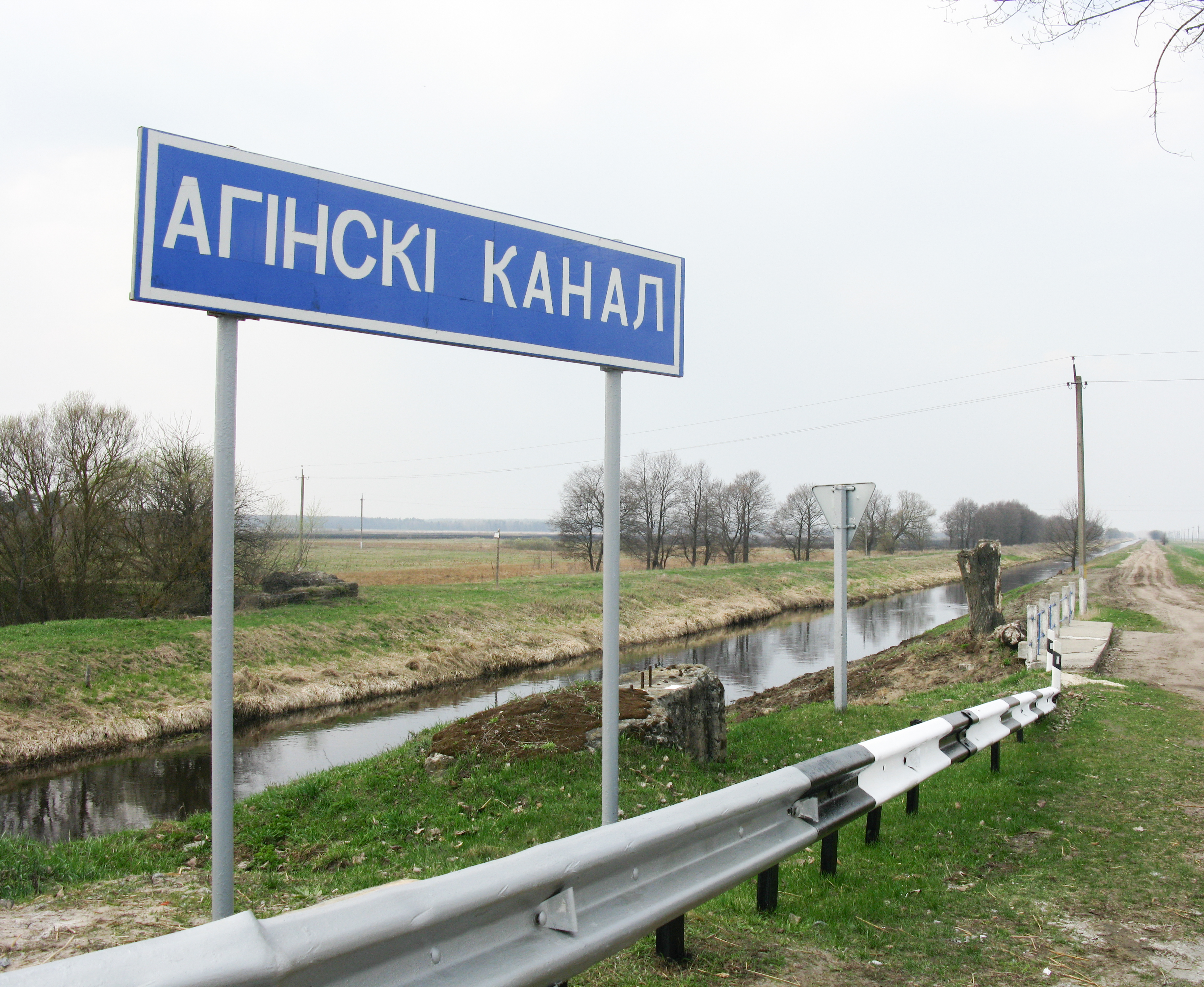
Ogińskischer Kanal in Belarus.

Das Ogińskische Kanalsystem ist eine Kanalverbindung im ehemaligen Großfürstentum Litauen zwischen Dnepr und Memel.
Es führt von der Memel über die Schtschara, den Ogińskischen Kanal, die Jasselda und den Prypjat zum Dnjepr.
Der Ogińskische Kanal selbst ist 58 km lang. Der Bau begann 1776 auf Initiative von Hetman Michał Kazimierz Ogiński. Das Kanalsystem wurde 1804 vollendet.
Der Kanal ist nicht identisch mit dem Dnepr-Bug-Kanal.